# Shanley Caswell
Shanley Caswell (Sarasota, 3 december 1991) is een Amerikaanse actrice.

## Biografie
Caswell werd geboren en groeide op in Sarasota. Op achtjarige leeftijd begon zij met acteren in lokale theaters, tijdens haar highschooltijd nam zij deel aan een theatergezelschap. In 2007 verhuisde Caswell naar Los Angeles voor haar acteercarrière. Zij studeerde culturele antropologie aan de Universiteit van Californië - Los Angeles.
Caswell begon in 2008 met acteren in de televisieserie Zoey 101, waarna zij nog meerdere rollen speelde in televisieseries en films.

## Filmografie

### Films
Uitgezonderd korte films.
- 2020 Kappa Kappa Die - als Nina
- 2019 1/2 New Year - als Izzie
- 2018 Haunting on Fraternity Row - als Claire
- 2018 Alt Space - als Olivia
- 2017 Perfect Citizen - als Vivian
- 2014 High School Possession - als Olivia Marks
- 2014 Red Zone - als Laney Weller
- 2013 Feels So Good - als Brittany
- 2013 The Conjuring - als Andrea
- 2012 Snow White: A Deadly Summer - als Snow
- 2011 Detention - als Riley Jones
- 2010 Untitled Adam Carolla Project - als Lucy
- 2009 Mending Fences - als Kamilla Faraday

### Televisieseries
Uitgezonderd eenmalige gastrollen.
- 2021-2022 Power Book III: Raising Kanan - als Burke - 20 afl.
- 2014-2020 NCIS: New Orleans - als Laurel Pride - 15 afl.
- 2011 The Middle - als Samantha - 2 afl.

- Bibliothèque nationale de France: cb16632128s (data)
- Gemeinsame Normdatei: 102474955X
- International Standard Name Identifier: 0000 0003 8382 4277
- Library of Congress Control Number: no2012133310
- Système universitaire de documentation: 177568585
- Virtual International Authority File: 271616209
- WorldCat: E39PBJqFGVmqgHY6K7bm86Gfv3